# ミカドガン

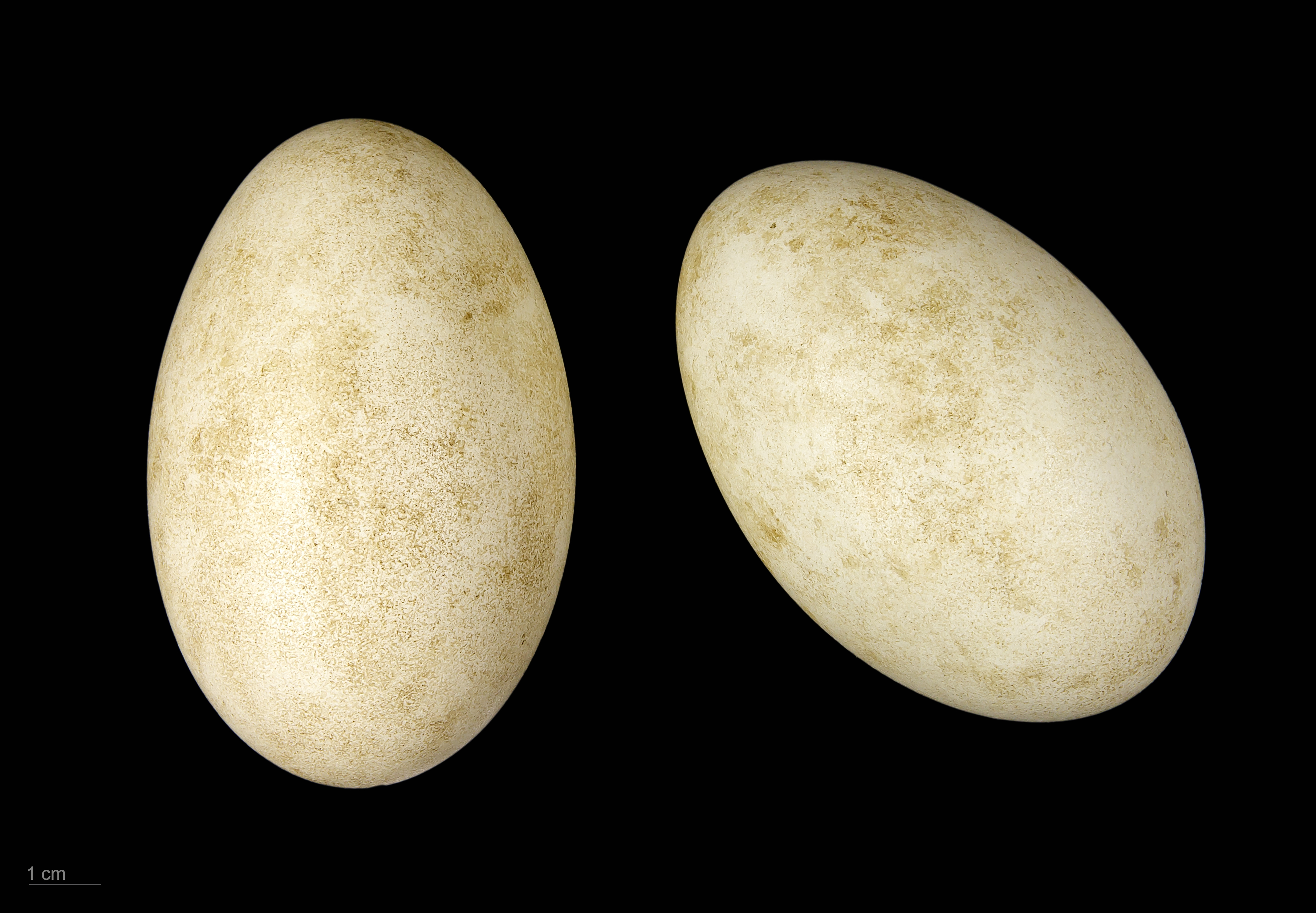
Anser canagicus

ミカドガン（帝雁、Anser canagicus）は、カモ目カモ科マガン属に分類される鳥類。

## 分布
アラスカ州やチュクチ半島で繁殖し、冬期になるとカムチャツカ半島、アリューシャン列島、アラスカ湾へ南下し越冬する。
通常日本には飛来しないが、1964年（昭和39年） - 1965年（昭和40年）に宮城県仙台市東部の水田で日本初の観察例があり、2017年（平成29年）10月にも北海道千歳市で記録がある。

## 形態
全長66-89センチメートル。翼長オス38-40センチメートル、メス35-38.5センチメートル。頭部から後頸にかけての羽衣は白く、前頸の羽衣は黒灰色。胴体の羽衣は羽毛の外縁が白黒の暗青灰色で、白黒の鱗状に見える。尾羽は白い。
嘴は小型で、ピンク色。後肢は橙色。

## 生態
越冬地では岩礁海岸に生息する。
食性は雑食で、草、海草などを食べる。
繁殖形態は卵生。5-6月に沿岸から16キロメートル以内の場所に巣を作り、5個の卵を産む。抱卵期間は24-25日。

## 人間との関係
狩猟による生息数の減少が懸念されている。

### 注
1. ↑  
The IUCN Red List of Threatened Species
  - BirdLife International 2008. Chen canagica. In: IUCN 2010. IUCN Red List of Threatened Species. Version 2010.4.